# Аджамська волость
Аджамська волость — історична адміністративно-територіальна одиниця Олександрійського повіту Херсонської губернії з центром у містечку Аджамка.
Станом на 1886 рік складалася з 4 поселень, 4 сільських громад. Населення — 11 642 осіб (5870 чоловічої статі та 5872 — жіночої), 2190 дворове господарство.
|                     | Площа, десятин | У тому числі орної, дес. |
| ------------------- | -------------- | ------------------------ |
| Сільських громад    | 23692          | 18351                    |
| Приватної власності | —              | —                        |
| Казенної власності  | 9294           | 3646                     |
| Іншої власності     | 165            | 150                      |
| Загалом             | 33060          | 22147                    |

Найбільші поселення волості:
- Аджамка — містечко при річці Аджамка за 44 версти від повітового міста, 6508 осіб, 1142 двори, 2 православні церкви, школа, 16 лавок, ярмарки 1 жовтня, базари щоденно. За 12 верст — залізнична станція.
- Клинці — село при річці Інгул, 1649 осіб, 337 дворів, православна церква, лавка.
- Червоний Яр — село при ставках, 1340 особи, 275 дворів, православна церква, 2 лавки.
- Покровське — село при річці Аджамка, 2245 осіб, 436 дворів, православна церква, школа, 2 лавки, постоялий двір.

За даними 1896 року у волості налічувалось 12 поселень, 2386 дворових господарств, населення становило 16 260 осіб.